# تنگ سروک
تنگ سروک یا تنگ سولک یک محوطه باستان‌شناسی الیمایی در شهرستان بهمئی، استان کهگیلویه و بویراحمد، جنوب غرب ایران است.وسعت این تنگ نزدیک به ۸۰۰ هکتار می‌باشد. در این منطقه تعداد پنج نقش برجسته از دوران اشکانی و الیمایی همراه با ۱۴ استودان و دو کیلومتر جادهٔ سنگ‌فرش است.

## آثار تاریخی
تنگ «سولک» یا «سروک» در شهرستان بهمئی استان کهگیلویه و بویراحمد، یکی از مهم‌ترین یادگارهای تاریخی دوره اشکانی و الیمایی است که با نقش‌برجسته‌هایی از انسان‌ها، حیوانات و سلاح‌های مختلف در دل کوه، در کنار طبیعتی سرسبز با درختان بلوط، سرو و گیاهان دارویی جای گرفته است. این مجموعه با دارا بودن ۵۰ استودان (استخوان‌دان‌) و چشمه‌ای منسوب به گودرز، پهلوان اسطوره‌ای ایران، بازتابی از ویژگی‌های ملوک‌الطوایفی حکومت اشکانیان و شکوه تمدن الیمایی است. آثار تنگ سولک نخستین بار در سال ۱۲۷۵ هجری قمری توسط بارون دوبد و سپس در سال ۱۳۲۲ خورشیدی توسط اورل اشتاین شناسایی و بررسی شد و در سال ۱۳۱۶ خورشیدی به عنوان نخستین اثر ثبت‌شده فرهنگی استان، در فهرست آثار ملی ایران جای گرفت.

## نقش برجسته‌ها
- نقش‌برجسته سنگ اول تنگ سروک
- نقش‌برجسته سنگ دوم تنگ سروک
- نقش‌برجسته سنگ سوم تنگ سروک
- نقش‌برجسته سنگ چهارم تنگ سروک